# Запоковное
Запоковное (укр. Запоківне) — село в Ратновской поселковой общине Ковельского района Волынской области Украины.
До 2020 года входило в Ратновский район.
Код КОАТУУ — 0724285205. Население по переписи 2001 года составляет 167 человек. Почтовый индекс — 44111. Телефонный код — 3366. Занимает площадь 1,601 км².